# Nucleoproteínas
Núcleoproteínas  são um grupo de proteínas primitivas antecessoras dos ácidos nucléicos, supõe-se tenha sido priordialmente a 4 bilhões de anos a primeira forma de molécula capaz de transmitir capacidades hereditárias entre os seres vivos existentes (atente-se que por cerca de 3 bilhões de anos todos seres vivos foram microscopicos, segundo nossa concepção atual) admite-se tenham semelhança com os vírus que presentemente conhecemos), elas provavelmente ficavam no núcleo das células e com o tempo provavelmente foram substituídas pelo ARN que por sua vez seriam substituídos pelo atual ADN, alguns cientistas modernos consideram que elas foram substituídas pelo PNA, uma forma de ácido nucléico sintetizado artificialmente nunca encontrado na natureza.
Alguns exemplos de nucleoproteínas são:
- Histonas
- Telomerases
- Protamina